# Cronkhite-Canada-Syndrom
Das Cronkhite-Canada-Syndrom (CCS) ist eine seltene, nicht vererbbare Erkrankung des Verdauungstraktes. Kennzeichen sind zahlreiche Polypen im Darm zusammen mit Veränderungen der Haut und der Hautanhangsgebilde wie Haarausfall, Hyperpigmentierung und Wachstumsstörungen der Finger- und Fussnägel. Die Ursache dieses sogenannten gastrointestinalen Polyposissyndroms ist nicht bekannt.
Synonyme sind: Gastrointestinale Polypose - ektodermale Veränderungen; Polyposis - Hyperpigmentierung - Alopezie - Anomalien der Fingernägel
Die Erkrankung ist benannt nach dem US-amerikanischen Internisten Leonhard W. Cronkhite jr. und der amerikanischen Radiologin Wilma J. Canada.

## Vorkommen und Ursache
Die Häufigkeit ist nicht bekannt, bislang wurde über mehr als 500 Betroffene berichtet.
Die überwiegende Mehrzahl der Erkrankungen tritt bei Patienten mit japanischer Abstammung auf und dann häufiger bei Männern als bei Frauen (2:1) im Verhältnis 2 zu 1, meist jenseits des 50. Lebensjahres.
Die Ursache ist nicht bekannt, vermutlich handelt es sich um einen immunvermittelten Prozess. Die meisten Erkrankungen treten sporadisch auf und scheinen nicht erblich.
Allerdings gibt es wohl auch familiäre Formen. Bei einigen Betroffenen wurden Mutationen im PRKDC-Gen beschrieben auf Chromosom 8 Genort q11.21, welches für eine catalytic Subunit einer DNA-abhängigen Proteinkinase kodiert.

## Klinische Erscheinungen
Klinische Kriterien sind:
- Die Erkrankung manifestiert sich im späteren Erwachsenenalter initial mit wässrigen Durchfällen, dann mit Zeichen der Malabsorption.
- Bei 10 % der Betroffenen entwickelt sich ein Magen- oder Darmkarzinom.
- In 50 % der Fälle findet sich eine Hypoproteinämie.[6]
- ektodermalen Veränderungen wie Alopezie, Hyperpigmentation und Nageldystrophie
- diffuser gastrointestinaler Polypose.

Die Hautveränderungen werden als Folge der Malabsorption und Mangelernährung angesehen. Hinzu kann eine Geschmacksstörung kommen.
Komplikationen sind gastrointestinale Blutungen, Herzinsuffizienz oder Infektionen. Insgesamt ist die Mortalität hoch.

## Diagnose
Zur Diagnose führt die charakteristische Klinik. In der Blutuntersuchung fallen häufig erhöhte Werte für Immunglobulin G 4 und Antinukleäre Antikörper auf.

## Differentialdiagnostik
Abzugrenzen sind:
- Peutz-Jeghers-Syndrom sowie verschiedene andere Formen einer Polyposis (generalisierte juvenile, hyperplastische Polyposis, Kappenpolyposis, lipomatöse Polyposis oder noduläre lymphoide Hyperplasie sowie entzündliche oder lymphomatöse Polyposis).[2]
- Cowden-Syndrom

## Therapie
Eine kausale Therapie ist derzeit nicht möglich. Die Behandlung erfolgt symptomatisch mit Cromoglicinsäure und mit Kortikosteroiden. Wegen der Malabsorption ist vorrangig ein Ausgleich der Mangelernährung inklusive Vitaminen und Spurenelementen erforderlich. Die Mangelernährung scheint für die Alopezie sowie die Haut- und Nagelveränderungen verantwortlich zu sein.

## Prognose
Die Aussichten sind ungünstig, die 5 Jahres-Mortalitätsrate liegt bei 55 %.